# Борис Панкин
Борис Генадиев Панкин е български театрален режисьор.

## Биография
Борис Панкин е роден на 16 юли 1961 в София. Майка му е българка-Искра Борисова Велчева, дъщеря на Борис Велчев и сестра на Владимир Велчев и Иля Велчев. Тя е доцент д-р по изкуствознание, БАН, Художествена академия, а баща му – руснак, експерт по космическо право, живеещ в Канада.
Следва режисура при проф. Гриша Островски във ВИТИЗ „Кръстю Сарафов“, а по-късно специализира в академия „Буш“ в Берлин и в националната театрална академия „Силвио д’Амико“, Италия. В периода 1985 – 1987 г. работи в Родопски драматичен театър „Николай Хайтов“ Смолян, където дебютира с постановката на „Мюзикъл за пет пари“ (по „Опера за три гроша“) на Бертолд Брехт. В периода 1987 – 1988 г. работи в Драматичен театър „Димитър Димов“ в Кърджали, в периода 1988 – 1989 г. работи в Драматично-куклен театър „Васил Друмев“ в Шумен, а през 1990 г. в Драматичен театър „Н. О. Масалитинов“ в Пловдив.
Следва сценичен мениджмънт и в периода 1992 – 1994 г. работи като режисьор в Монреал.
Връща се в България, за да работи с любимите си български драматурзи на територията на мюзикъла. В периода 1995 – 1998 г. работи в Нов драматичен театър „Сълза и смях“, а в периода 2001 – 2005 г. в Театър „София“. Преподава актьорско майсторство в НАТФИЗ „Кръстю Сарафов“ в периода 2000 – 2002 г.
Той е директор на програмата по изпълнителски изкуства  и ръководител на програмата за английска драма и мюзикъл в Американския колеж в София.
Отличен е на четвърто по ред място в ТОП класацията за „Най-добрите български режисьори“ със 141 гласа и без нито един отрицателен вот.